# Thôi Dận
Thôi Dận (tiếng Trung: 崔胤; bính âm: Cuī Yìn) (854-1 tháng 2 năm 904), tên tự Thùy Hưu (垂休), là một quan lại triều Đường, giữ chức Đồng bình chương sự trong triều đại của Đường Chiêu Tông. Ông cố gắng tiêu diệt các hoạn quan trong triều, và theo quan điểm truyền thống thì ông là người đã góp phần khiến Đại Đường diệt vong.

## Thân thế
Thôi Dận sinh năm 854, dưới triều đại của Đường Tuyên Tông. Ông xuất thân từ thị tộc Thôi ở Thanh Hà, xưng là hậu duệ của vương tộc nước Tề thời cổ, và có các tổ tiên làm quan dưới các triều đại Tần, Hán, Tào Ngụy, Tấn, Hậu Triệu, Nam Yên, Lưu Tống, Bắc Ngụy, Bắc Tề, và Đường. Cha của Thôi Dận là Thôi Thận Do (崔慎由), từng giữ chức Đồng bình chương sự dưới triều đại của Đường Tuyên Tông. Thôi Dận có ít nhất một huynh là Thôi Xương Hà (崔昌遐). (Theo liệt truyện về hoạn quan Cừu Sĩ Lương trong Tân Đường thư, Thôi Dận phát triển lòng căm hận các hoạn quan từ đầu đời khi Thôi Thận Do kể lại với ông về một sự kiện diễn ra vào đầu triều đại của Đường Văn Tông, khi Cừu Sĩ Lương cố gắng lật đổ Hoàng đế.)

## Sự nghiệp ban đầu
Sau khi thi đỗ Tiến sĩ, ông phụng sự cho Hà Trung tiết độ sứ Vương Trọng Vinh. (Vương Trọng Vinh giữ chức Hà Trung tiết độ sứ từ năm 881 đến khi qua đời vào năm 887.) Sau đó, ông nhập triều, lần lượt đảm nhiệm các chức vụ Khảo công viên ngoại lang rồi Lại bộ viên ngoại lang. Sau đó, ông lần lượt được thăng làm Lang trung, Cấp sự trung, và Trung thư xá nhân, Trong những năm Đại Thuận (890-891) thời Đường Chiêu Tông, Thôi Dận lần lượt giữ chức Binh bộ thị lang, Lễ bộ thị lang. (Theo ghi chép thì việc ông liên tục được thăng chức là do có một quan hệ thân cận với tể tướng Thôi Chiêu Vĩ- không phải là một người họ hàng gần, song xem ông là đồng tộc.)

## Làm tể tướng lần thứ nhất
Nhờ có mối quan hệ với Thôi Chiêu Vĩ, Thôi Dận trở thành tể tướng vào năm 893 với tên chức vụ chính thức là Đồng bình chương sự, ngoài ra còn nhậm chứcHộ bộ thị lang. Là một tể tướng, ông được mô tả là trong lòng thì xảo hiểm xong bề ngoài thì tỏ ra khoan dung. (thúc của ông là tướng Thôi An Tiềm nhận xét: "Phụ huynh của ta khắc khổ để lập ra môn hộ, song cuối cùng Truy lang [tức Thôi Dận] lại hủy hoại!".)
Năm 895, khi Vương Trọng Vinh qua đời ở Hà Đông (đương thời đổi tên thành Hộ Quốc), xảy ra tranh chấp quyền kế vị giữa con nuôi-cháu trai ruột Vương Kha và con trai ruột là Vương Củng của ông ta. Đường Chiêu Tông sau đó dàn xấp bằng việc bổ nhiệm Thôi Dận đi nhậm chức Hộ Quốc tiết độ sứ, song vẫn được giữ chức Đồng bình chương sự như một chức vụ danh dự, Vương Đoàn thay thế cương vị tể tướng của ông.

## Làm tể tướng lần thứ hai
Tuy nhiên, điều này không giúp chấm dứt tranh chấp, và theo lời xúi giục của Thôi Chiêu Vĩ, ba tiết độ sứ ủng hộ Vương Củng: Lý Mậu Trinh, Vương Hành Du và Hàn Kiến cùng tiến quân về Trường An, giết chết Lý Hề và Vi Chiêu Độ, buộc Đường Chiêu Tông phải chấp thuận yêu cầu của họ; đáp lại, nhạc phụ của Vương Kha là Lý Khắc Dụng suất quân tiến đánh. Đường Chiêu Tông lo sợ bị Mậu Trinh hay Hành Du bắt nên chạy trốn đến Tần Lĩnh. Thôi Dận cùng tể tướng Từ Ngạn Nhược và Vương Đoàn tháp tùng Hoàng đế. Sau khi Lý Khắc Dụng đánh bại Vương Hành Du, Đường Chiêu Tông trở về Trường An, Thôi Dận lại trở thành Đồng bình chương sự, ngoài ra còn giữ chức Trung thư thị lang; tuy nhiên đồng minh Thôi Chiêu Vĩ của ông bị đày ải rồi bị hành quyết.
Năm 896, Lý Mậu Trinh lại tiến công Trường An, Đường Chiêu Tông và các quan lại triều đình chạy đến Hoa châu nương nhờ Hàn Kiến. Tuy nhiên, tại Hoa châu, Hàn Kiến khống chế triều đình. Do Hàn Kiến đề xuất, Hoàng đế quyết định cho Thôi Dận đi giữ chức Vũ An tiết độ sứ, vẫn được giữ chức Đồng bình chương sự như một chức vụ danh dự, thay thế chức tể tướng của Thôi Dận là Lục Ỷ.

## Làm tể tướng lần thứ ba
Tuy nhiên, Thôi Dận lại bí mật cầu viện Tuyên Vũ tiết độ sứ Chu Toàn Trung, đề xuất với quân phiệt này rằng ông ta có thể giành được vị thế khi sửa sang cung điện ở đông đô Lạc Dương và thỉnh cầu Đường Chiêu Tông dời đô về Lạc Dương. Chu làm theo ý của Thôi Dận, ngoài ra cũng huy động binh sĩ. Biểu do Chu Toàn Trung dâng lên Đường Chiêu Tông cũng nói rằng Thôi Dận là một bầy tôi trung thành với Hoàng đế, vì thế không nên bị cử đến phương trấn. Hàn Kiến lo sợ sẽ bị Chu Toàn Trung tiến đánh nên rút lại đề xuất, Đường Chiêu Tông sau đó giữ Thôi Dận ở lại trong triều và lại cho ông làm Đồng bình chương sự, cùng Thôi Viễn. Thôi Dận không hài lòng vì Lục Ỷ từng thay thế mình, sau đó liền vu cáo Lụ Ỷ là một đồng minh của Lý Mậu Trinh, kết quả là Lục Ỷ bị phái đi làm Hạp châu  thứ sử, đồng nghĩa với bị đi lưu đày.
Thôi Dận tiếp tục giữ chức tể tướng cho đến năm 899, tức khi Đường Chiêu Tông trở về Trường An. Sau đó, Thôi Dận chuyển sang đảm nhiệm chức Trung thư thị lang và Lại bộ thượng thư; Lục Ỷ nay nhập triều và được thay thế chức tể tướng của ông. (Trong nhiệm kỳ làm tể tướng 896-899, Thôi Dận bí mật lập mưu cùng Hoàng đế đồ sát các hoạn quan. Vương Đoàn lo sợ trước hậu quả của hành động này nên đã kêu gọi tiết chế. Khi Thôi Dận bị bãi chức tể tướng vào năm 899, ông cáo buộc Vương Đoàn đứng đằng sau hành động bãi chức này và từ đó kết thù oán với Vương Đoàn; ông cũng cáo buộc Vương Đoàn liên kết với các xu mật sứ Chu Đạo Bật (朱道弼) và Cảnh Vụ Tu (景務脩).)

## Làm tể tướng lần thứ tư

### Phục chức
Năm 900, Thôi Dận được cử đi nhậm chức Thanh Hải tiết độ sứ, mang chức vụ danh dự Đồng bình chương sự. Thôi Dận cho rằng Vương Đoàn muốn cố gắng loại bỏ mình nên đã viết thư cho Chu Toàn Trung xin giúp đỡ. Đáp lại, Chu Toàn Trung nhiều lần dâng biểu buộc tội Vương Đoàn cấu kết với Chu Đạo Bật và Cảnh Vụ Tu, thúc giục Hoàng đế giữ Thôi Dận ở lại triều làm tể tướng. Do vậy, Thôi Dận được triệu về Trường An khi đang trên đường đến Thanh Hải. Khi về đến Trường An, ông lại trở thành tể tướng, đồng thời cũng giữ chức Tư không, Môn hạ thị lang. Thoạt đầu, Vương Đoàn bị giáng chức, còn Chu Đạo Bật và Cảnh Vụ Tu bị đưa đi làm giám quân ở phương trấn, sau đó cả ba đều nhận được lệnh phải tự sát. Sau sự việc này, quyền lực thực tế trong triều đình của Thôi Dận càng tăng thêm, và các hoạn quan trở nên căm ghét ông. Theo ghi chép, do ông ghen tị với quan tước của Từ Ngạn Nhược, Từ Ngạn Nhược đã phải xin đi nhậm chức ở Thanh Hải quân.

### Xung đột với hoạn quan
Các chỉ huy của Thần Sách quân là Tả quân trung úy Lưu Quý Thuật và Hữu cung trung úy Vương Trọng Tiên (王仲先), cùng các xu mật sứ mới là Vương Ngạn Phạm (王彥範) và Tiết Tề Ách (薛齊偓) lo sợ trước các hành động tiếp theo của Thôi Dận và Đường Chiêu Tông, và họ bắt đầu kế hoạch phế truất Chiêu Tông và đưa thái tử Lý Dụ lên ngôi. Vào mùa đông năm 900, các hoạn quan hành động, họ huy động binh sĩ của Thần Sách quân và buộc các quan lại triều đình, bao gồm Thôi Dận, phải ký vào một kiến nghị thỉnh cầu Đường Chiêu Tông truyền ngôi cho Thái tử, Đường Chiêu Tông buộc phải chấp thuận. Lưu Quý Thuật sát hại một số quan lại, hoạn quan, thị nữ và một số người khác được Đường Chiêu Tông cảm mến, song lại do dự trong việc giết chết Thôi Dận vì sợ rằng Chu Toàn Trung sẽ có phản ứng quyết liệt. Thay vào đó, các hoạn quan chỉ bãi chức Diêm-thiết chuyển vận sứ của ông.
Trong khi đó, Thôi Dận viết thư cho Chu Toàn Trung để thúc giục quân phiệt này huy động binh sĩ phục vị cho Đường Chiêu Tông. Do đó, Chu Toàn Trung đã giam giữ các sứ giả của Lưu Quý Thuật, phái thuộc hạ là Lý Chấn đến Trường An để trực tiếp trao đổi với Thôi Dận về các hành động tiếp theo. Thôi Dận cũng khiển phán quan Thạch Tiển (石戩) đi thuyết phục Tả Thần Sách chỉ huy sứ Tôn Đức Chiêu (孫德昭) lên kế hoạch tiến hành phản binh biến. Sau đó, Tôn Đức Chiêu thuyết phục các đồng sự là Đổng Ngạn Bật (董彥弼) và Chu Thừa Hối (周承誨) cùng tham gia phản binh biến. Đến mùa xuân năm 901, họ giết chết Lưu Quý Thuật, Vương Ngạn Phạm, Vương Trọng Tiên; Tiết Tề Ách tự sát. Sau khi được phục vị, Đường Chiêu Tông càng tin tưởng Thôi Dận hơn.
Sau khi Đường Chiêu Tông phục vị, Thôi Dận thúc giục Hoàng đế tước quyền kiểm soát Thần Sách quân của các hoạn quan và giao quyền này lại cho Thôi Dận và Lục Ỷ; biện luận rằng thay đổi này không chỉ giúp chấm dứt quyền lực của các hoạn quan mà còn giúp đối phó với các quân phiệt. Tuy nhiên, hành động này bị cả Lý Mậu Trinh (khi đó đang ở Trường An) và ba sĩ quan của Thần Sách quân từng giúp Hoàng đế phuc vị, phản đối. Đường Chiêu Tông do đó trao quyền chỉ huy Thần Sách quân cho các hoạn quan Hàn Toàn Hối và Trương Ngạn Hoằng (張彥弘). Thôi Dận lo sợ trước cảnh Thần Sách quân lại về tay các hoạn quan, vì thế bí mật yêu cầu Lý Mậu Trinh để lại 3.000 lính Phượng Tường tại kinh sư, cho dưỡng tử là Lý Kế Quân (李繼筠) chỉ huy, mục đích là để làm đối trọng — bất chấp ý của học sĩ Hàn Ác (韓偓) rằng điều này chỉ làm phức tạp tình hình. Cũng trong khoảng thời gian này, theo tiến cử Thôi Dận, thuộc hạ cũ của ông là Vương Bạc cũng được bổ nhiệm làm tể tướng, cùng với Bùi Xu.
Sau đó, Thôi Dận cũng cố gắng giảm bớt số tiền cấp cho Thần Sách quân bằng cách chấm dứt độc quyền mua bán men của quân đội. Lý Mậu Trinh lo ngại rằng binh lính Phượng Tường sẽ bị ảnh hưởng nên quyết định phản đối, và đích thân đến Trường An để trình bày với Hoàng đế. Khi Lý Mậu Trinh ở tại Trường An, Hàn Toàn Hối nhân cơ hội này đã thiết lập mối liên kết với Lý Mậu Trinh. Thôi Dận biết về sự việc, sau đó ông tăng cường mối quan hệ của mình với Chu Toàn Trung, đối lập với Lý Mậu Trinh.
Vào mùa hè năm 901, Thôi Dận và Đường Chiêu Tông lại thảo luận về việc đồ sát các hoạn quan, họ liên lạc bí mật với nhau, song các hoạn quan lại để một vài thị nữ biết đọc chữ trong cung làm gian tế, vì thế các hoan quan cũng biết được các kế hoạch của hai người. Khi Thôi Dận biết chuyện, ông lo sợ rằng các hoạn quan sẽ ra tay với mình trước, do đó ông đã viết thư cho Chu Toàn Trung để xin quân phiệt này huy động binh lính tiến về Trường An chống lại các hoạn quan. Vào mùa đông năm 901, các hoạn quan quan đứng đầu là Hàn Toàn Hối buộc Đường Chiêu Tông phải chạy đến Phượng Tường, Thôi Dận và Lý Kế Chiêu (tức Tôn Đức Chiêu) vẫn ở lại Trường An và đợi Chu Toàn Trung tiến đến, sau đó cùng hợp binh. Chu Toàn Trung cho di tản Thôi Dận cùng các quan lại triều đình khác, cũng như các cư dân còn lại ở Trường An, đến Hoa châu (nay thuộc về Chu Toàn Trung).
Sau đó, Chu Toàn Trung bao vây quân thành của Phượng Tường, trong khi tiến công và đoạt lấy các lãnh địa của Lý Mậu Trinh ở Quan Trung. (Trong khi bị bao vây, các hoạn quan buộc Đường Chiêu Tông phải hạ chỉ bãi chức tể tướng của Thôi Dận và Bùi Xu, song không có hiệu quả trên thực tế.) Do Bình Lô tiết độ sứ Vương Sư Phạm (王師範) về phe các hoạn quan, thuộc cấp của ông ta là Trương Cư Hậu (張居厚) tiến công Hoa châu, giết chết tri châu sự Lâu Kính Tư (婁敬思), song Thôi Dận sau đó đã đem quân tiến công và đánh bại Trương Cư Hậu, Trương Cư Hậu chạy trốn song bị bắt.
Lý Mậu Trinh sau đó đã giết chết các hoạn quan, bày tỏ ý định đầu hàng, yêu cầu Đường Chiêu Tông triệu Thôi Dận đến Phượng Tường và phục hồi toàn bộ các quan tước của Thôi Dận, Lý Mậu Trinh cũng đích thân viết thư cho Thôi Dận với lời lẽ khiêm tốn. Thoạt đầu, Thôi Dận lo sợ đây là cái bẫy của Lý Mậu Trinh nên từ chối, song do Chu Toàn Trung yêu cầu ông làm trung gian hòa giải, và thuyết phục ông đến Phượng Tường. Sau đó, Lý Mậu Trinh đưa Hoàng đế đến cho Chu Toàn Trung, Chu Toàn Trung và Thôi Dận hộ tống Hoàng đế quay trở về Trường An. Theo đề xuất của Thôi Dận và Chu Toàn Trung, Đường Chiêu Tông ban chiếu chỉ đồ sát các hoạn quan, kết thúc một thời kỳ lâu dài mà các hoạn quan trong triều có quyền lực to lớn. Thôi Dận kiêm Lục quân thập nhị vệ sự. Cũng theo đề xuất của Thôi Dận, các tể tướng Tô Kiểm và Lô Quang Khải bị buộc phải tự sát do là đồng minh với Lý Mậu Trinh, còn Vương Bạc bị bãi chức tể tướng.

### Mâu thuẫn với Chu Toàn Trung
Sau đó, Chu Toàn Trung rời khỏi Trường An, song để một đội quân Tuyên Vũ ở lại, cho cháu là Chu Hữu Luân (朱友倫) thống lĩnh. Mặc dù Thôi Dận và Chu Toàn Trung là đồng minh lâu năm, song Thôi Dận bắt đầu trở nên lo ngại rằng Chu Toàn Trung muốn khống chế triều đình rồi soán vị. Do đó, Thôi Dận đề nghị Đường Chiêu Tông cho mình tái lập cấm binh. Vào mùa đông năm 903, Chu Hữu Luân qua đời trong một tai nạn, song Chu Toàn Trung thì tin rằng Thôi Dận đứng đằng sau việc này. Chu Toàn Trung phái Chu Hữu Lượng (朱友諒) đi thay thế Chu Hữu Luân, và còn khiển các binh sĩ Tuyên Vũ thâm nhập vào cấm quân do Thôi Dận tái thiết. Vào mùa xuân năm 904, Chu Toàn Trung dâng biểu cho Đường Chiêu Tông buộc tội Thôi Dận và Kinh Triệu doãn Trịnh Nguyên Quy (鄭元規) và Uy viễn quân sứ Trần Ban (陳班) mưu phản. Đường Chiêu Tông do đó đã hạ chỉ giáng Thôi Dận làm Thái tử thiếu phó, nhậm chức ở Lạc Dương. Không lâu sau, các binh sĩ của Chu Toàn Trung bao vây phủ của Thôi Dận và giết chết ông, cùng với Trịnh Nguyên Quy và Trần Ban.